# Domingo Forcadell
 (décembre 2022).
Si vous disposez d'ouvrages ou d'articles de référence ou si vous connaissez des sites web de qualité traitant du thème abordé ici, merci de compléter l'article en donnant les références utiles à sa vérifiabilité et en les liant à la section « Notes et références ».
Domingo Forcadell y Michavila (1798 - 1866) est un militaire espagnol, qui a combattu dans le camp carliste lors de la première et seconde guerre carliste.

## Biographie

### Guerre réaliste
Né en 1798 à Ulldecona, Domingo Forcadell est emprisonné dans sa ville natale en 1822 pour avoir protesté contre le gouvernement constitutionnel espagnol de l'époque. Néanmoins, la nuit même où il est enfermé, la population de la cité se soulève à l'initiative du brigadier Ramón Chambó, lors du début de la guerre réaliste en faveur de Ferdinand VII. Il est donc libéré par les rebelles, et se joint à eux. Il combat dans la province du Maestrazgo, et s'impose en tant que bon chef de guerre. Capitaine de grenadiers, il réunit un certain nombre d'hommes autour de lui et remporte quelques victoires, qui lui permettent même de s'emparer de Tortosa. Il s'illustre aussi dans les combats de Brihuega. Lorsque les révolutionnaires dont fait partie Domingo Forcadell remporte la guerre, il retourne vivre paisiblement à Ulldecona.

### Première guerre carliste
Pour un article plus général, voir Première Guerre carliste.
Lorsque le roi Ferdinand VII meurt, Domingo Forcadell se rallie au baron Rafael Ram de Víu (es) qui proclame Charles de Bourbon, frère de Ferdinand, roi d'Espagne. Néanmoins, la fille du défunt, Isabelle II devient reine en raison de l'abolition de la loi salique. La première guerre carliste commence alors, et Domingo Forcadell choisit de soutenir Charles de Bourbon en prenant les armes. Il réunit 400 hommes autour de lui, presque tous des habitants de sa ville, et remporte un certain nombre de victoires qui lui valent de recevoir le grade de colonel. Il combat ainsi à Calanda, Vallibona, Mosqueruela, Chert, Prat de Comte, San Mateo et Yesa et participe aux prises de Zorita, Segorbe, Rubielos, Alcañar et Molina de Aragón. 
En 1836, il vient au secours avec brio des troupes de Ramon Cabrera acculée à Rincon de Soto. Grâce à ses nombreuses citations, il est fait brigadier (équivalent à général de brigade) et reçoit le commandement militaire autour de la Turia. 
En 1837, il est présent lors des victoires de Buñol et de Siete Aguas. Il reçoit aussi l'Ordre de Saint-Ferdinand, avant d'être nommé commandant par intérim de Valence, Murcie et de l'Aragon. 
Au mois de mars 1838, il est placé à la tête de trois bataillons et d'une escadre, avec laquelle il lance une expédition sur les terres de l'ancien royaume de Murcie. Celle-ci est une franche réussite : il s'empare d'Elche, d'Orihuela et d'Almansa, il remporte une importante victoire à Abanilla, et il récupère de nombreuses armes et ressources pour les carlistes. Malgré une défaite à Chulilla, il est récompensé par le titre de Grand-Croix de l'Ordre d'Isabelle la Catholique. Après cette opération, on le retrouve au siège de Lucena et à celui de Morella, puis à la bataille de Chiva.
En 1839, il participe à de nouvelles opérations, s'empare de Jérica, et il sécurise les alentours de nombreux cours d'eau, depuis l'Ebre jusqu'au Júcar en passant par Tage. Pour ces actions, il obtient le grade de Field marshal. On le retrouve dans toutes les dernières actions de la guerre, avant que les carlistes ne soient définitivement vaincus. Il est présent à la capture de Carboneras, la bataille de La Sénia, et dirige même l'armée carliste lorsque Ramon Cabrera tombe malade. Il est néanmoins battu par le général Martín Zurbano, peu de temps avant de battre en retraite et de s'exiler en France avec Cabrera.

### Deuxième guerre carliste
Pour un article plus général, voir Deuxième Guerre carliste.
Deux ans après le début de la deuxième guerre carliste, Domingo Forcadell revient en Espagne avec Ramon Cabrera, le 28 juin 1848. Il établit ses troupes en Catalogne et remporte rapidement une victoire à Bagà. Il traverse ensuite l'Ebre et se dirige dans le Maestrazgo. Il s'y maintient quelque temps, mais subit finalement deux graves défaites à  Pinell et à Vallmoll et bat en retraite. Traqué, il doit se maintenir caché pendant près de deux mois près de Tortosa, avant de retourner en exil en France.
Il y vit de nombreuses années, avant de revenir en paix en Espagne, où il s'installe dans sa ville natale. Il meurt donc finalement à Ulldecona en 1866.

## Sources
- (es) Cet article est partiellement ou en totalité issu de l’article de Wikipédia en espagnol intitulé « Domingo Forcadell » (voir la liste des auteurs).